# Higgsino
En física de partículas y dentro de las teorías de supersimetría, el higgsino es la partícula elemental supercompañera del Bosón de Higgs. Al igual que todas las partículas supersimétricas, no existe evidencia experimental de su existencia.
Dentro de estas teorías, el higgsino, que es un fermión, se podría combinar con los gauginos supersimétricos zino y wino para formar neutralinos, posibles candidatos a partículas WIMP, que explicarían el enigma de la materia oscura.
- Datos: Q1617700